# Raghuva stigmatia
Raghuva stigmatia là một loài bướm đêm trong họ Noctuidae.